# 레나테 퀴나스트

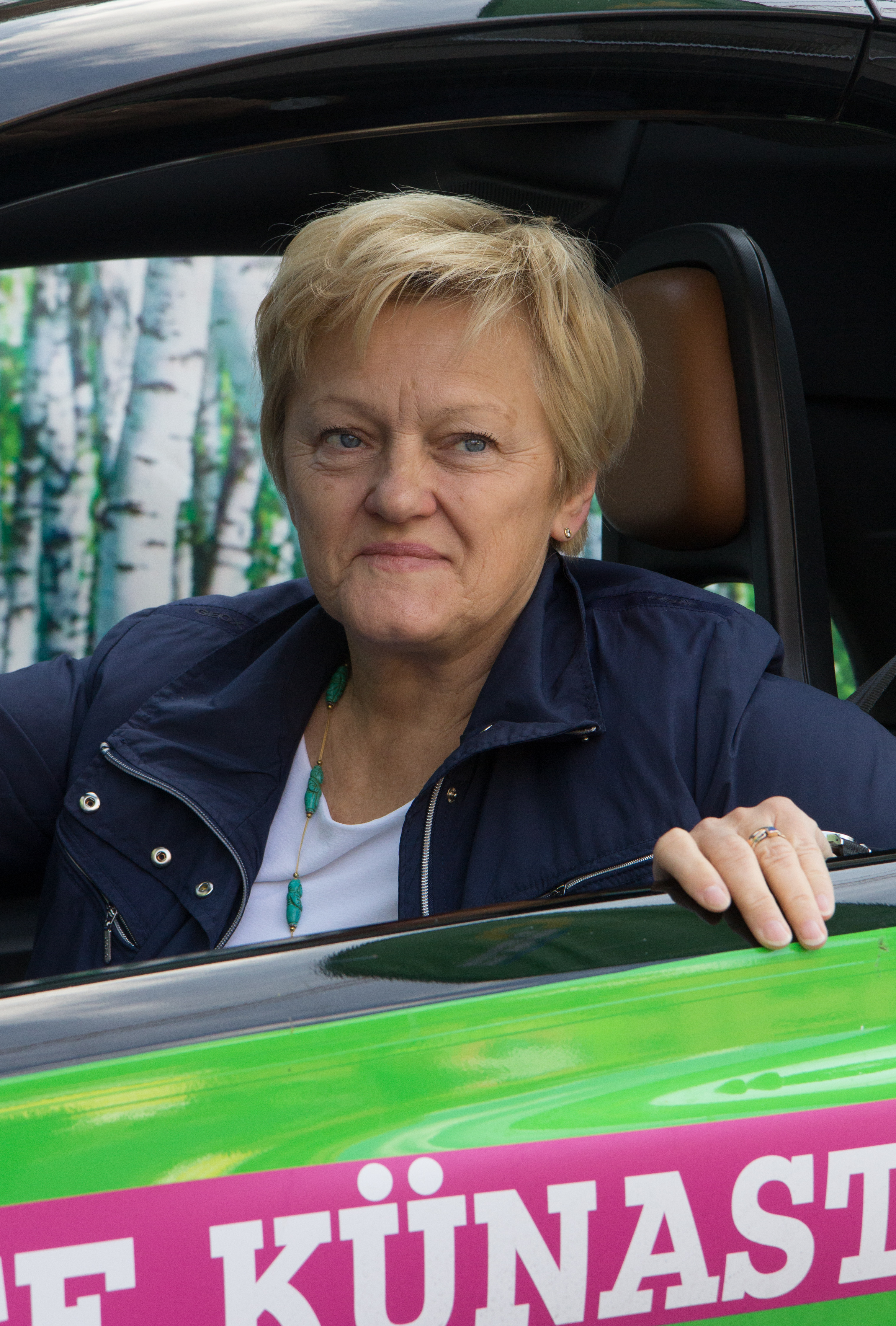

레나테 퀴나스트(독일어: Renate Künast, 1955년 12월 15일~)는 독일의 정치인이다.